# Passaporto brasiliano
Il passaporto della Repubblica Federale del Brasile (Passaporte da República Federativa do Brasil) è un documento identificativo rilasciato ai cittadini brasiliani esclusivamente dal governo federale.